# 國立政治大學公共行政及企業管理教育中心
國立政治大學公共行政及企業管理教育中心（英文：Center for Public and Business Administration Education, NCCU CPBAE），簡稱政大公企中心或公企中心，是國立政治大學的推廣教育機構，位於臺北市大安區金華街，鄰近永康商圈、捷運東門站，成立於1962年，首任中心主任為外交學系朱建民教授，現任中心主任為企業管理學系別蓮蒂教授。
公企中心提供產學合作、進修課程、會展空間、住宿餐飲、企業委訓服務，設有包含企業經理人員進修班、各學院的學分班、外國語文課程及各項專業課程，也接受委託辦理各類型會議活動及訓練課程，政大商學院與國際金融學院亦進駐公企中心作為教學與研究空間使用。

## 沿革
公企中心是在美援期間由中華民國教育部與美國國際合作總署推動國立政治大學與密西根大學合作設立，成立目的是推行公共行政及企業管理之在職進修教育，以高階公務人員與企業主管為主要對象，設立企業管理碩士與公共行政碩士，提供各界社會人士專業的進修課程。1962年公企中心啟用，由外交學系朱建民教授出任首任中心主任，隨後進而推動政大設立企業管理學系以及政治學系公共行政學組（今政大公共行政學系前身）。曾受行政院人事行政局委託公務人員在職訓練與進修工作，協助政府機關人才培育。近年則轉型以企業管理與外語課程為主，同時提供會展、餐宿、共享辦公室、產學合作等多角化服務。
- 1960年7月，前密西根大學公共行政研究所主任黎德爾博士（Dr. John W. Lederle）受美國政府之託與中華民國政府之邀請，來華考察公共行政及企業管理教育實況。
- 1961年7月，美國政府派密西根大學公共行政教授葛偉廉博士（Dr. William R. Gable）及企業管理教授毛詹姆（Prof. James Mao）來台作更進一步之考察與瞭解。
- 1961年10月，時任國立政治大學校長劉季洪召開籌備委員會議策劃進行事宜。
- 1962年1月4日，公企中心正式成立。
- 1981年，政大與行政院人事行政局合作增設「公務人員教育中心」。[3]
- 2009年5月18日，國家圖書館與公企中心合作成立國際組織資訊中心。[4]
- 2018年，公企中心改建案動工，預計2020年完工，施工期間課程部分暫時借用國立台灣師範大學公館校區開辦。[5]
- 2021年，公企中心改建完工並開始試營運，除原公企中心外，另有校友總會、商學院企業管理碩士班、由信義房屋捐贈成立的信義書院、信義不動產研究發展中心等單位進駐。
- 2022年，配合國家重點領域產學合作及人才培育創新條例 （页面存档备份，存于），由國家發展委員會、台灣金融研訓院、台灣金融服務業聯合總會與27家金融機構共同出資成立「政大國際金融學院」。目標將台灣發展成為亞洲資金調度與資產財富管理中心。[6]
- 2022年4月8日，與桃園市政府簽署國際大學城計畫合作意向書，在航空城內建置公共行政及企業管理教育中心分館，為桃園市和航空城提供政府、企業高等人才培訓。[7][8]
- 2022年10月28日，於公企中心創建60週年舉辦改建案落成與揭牌啓用儀式。[9]

### 中心改建案

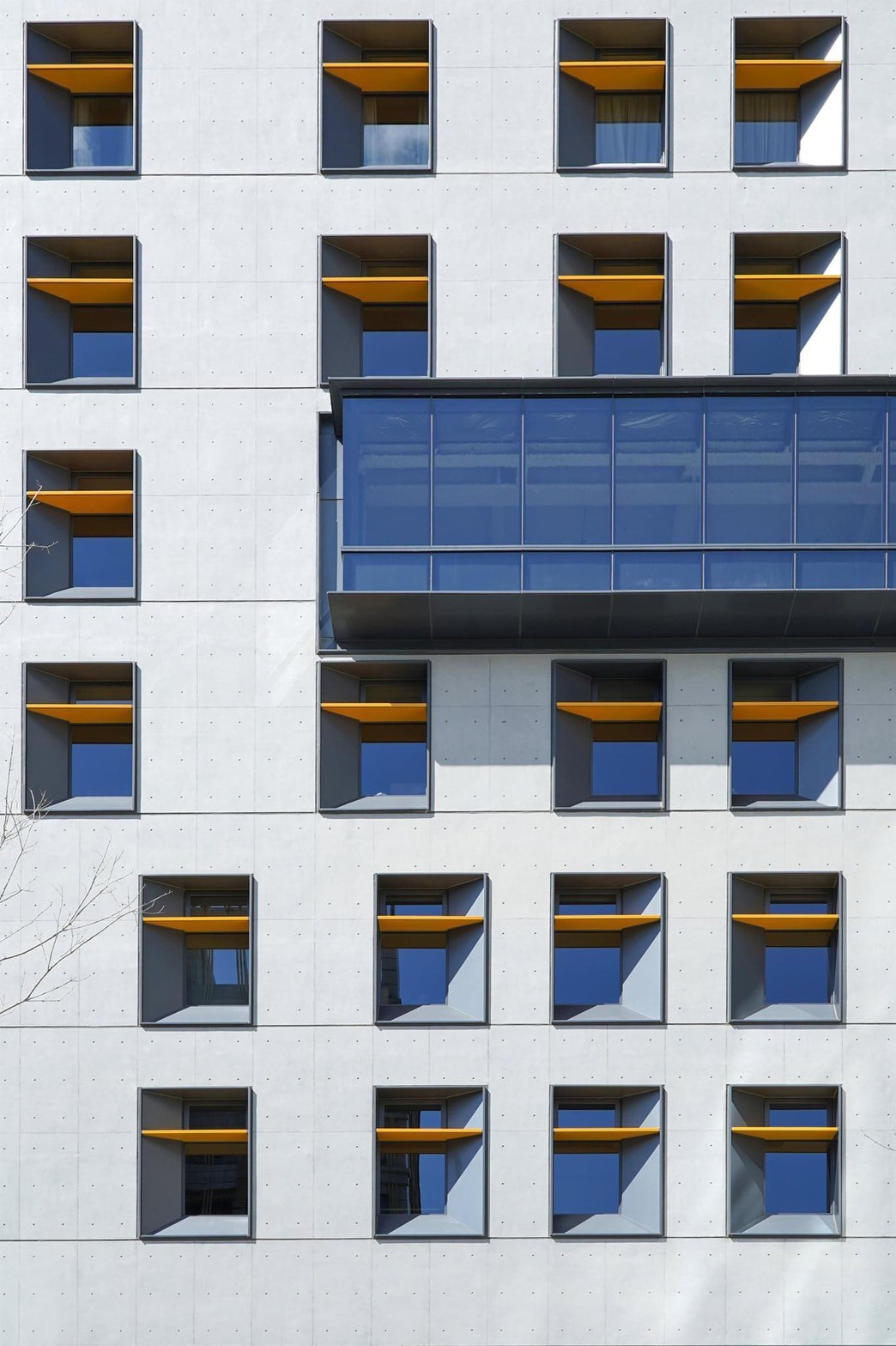
公企中心帷幕牆

公企中心於2011年確定改建，於2018年正式動工，拆除原有3棟建築物並新建13層建築。2021年完工試營運，2022年正式啟用。
公企中心改建後建築分為A棟（教學會展棟）、B棟（產學住宿棟），內部空間包含行政辦公室、會議廳、研討教室、以及包含60餘間客房的住宿會館。建築景觀設計包含挑高30公尺的流光中庭、屋頂花園，獲得公共工程金安獎與金質獎。
該案由商學院校友信義房屋創辦人周俊吉承諾捐贈新台幣六億元改建經費。新建築的教學會展棟七、八樓500坪空間留供商學院教學研究使用，包含企業管理研究所教學空間、推動企業倫理教育與研究的信義書院、不動產研究發展中心及企業管理研究所使用的公共區域，命名為信義學園。
改建前公企中心曾設有一圖書館，館藏多為公共行政、企業管理及法律等學術領域為主，中文圖書及現刊採開架式陳列，西文圖書、中西文過刊及歷屆政大企管系及公行系之碩、博士論文採閉架式管理的專業圖書館。由於公企中心即將進行改建，圖書館於2015年8月31日結束營運，館內設施將遷回文山校區。館內並有與國家圖書館合作成立之國際組織資訊中心，因公企中心圖書館將改建，該中心於2014年5月31日遷回國家圖書館總館五樓政府資訊中心。

## 歷任中心主任
自1962年開始，中心共經以下多位主任：
| 任次 | 姓名   | 任期                  |
| ---- | ------ | --------------------- |
| 1    | 朱建民 | 1962年1月至1962年7月  |
| 2    | 梁大鵬 | 1962年8月至1963年7月  |
| 3    | 張彝鼎 | 1963年8月至1968年7月  |
| 4    | 任維均 | 1968年8月至1969年7月  |
| 5    | 魯傳鼎 | 1969年8月至1973年7月  |
| 6    | 傅宗懋 | 1973年8月至1978年7月  |
| 7    | 殷文俊 | 1978年8月至1983年7月  |
| 8    | 華力進 | 1983年8月至1987年7月  |
| 9    | 張潤書 | 1987年8月至1992年7月  |
| 10   | 吳定   | 1992年8月至1995年7月  |
| 11   | 蘇伯顯 | 1995年8月至2000年10月 |
| 12   | 董保城 | 2000年11月至2006年7月 |
| 13   | 周麗芳 | 2006年8月至2008年7月  |
| 14   | 陳超明 | 2008年8月至2010年7月  |
| 15   | 樓永堅 | 2010年8月至2014年6月  |
| 16   | 蔡連康 | 2014年7月至2014年10月 |
| 17   | 苑守慈 | 2014年11月至2018年7月 |
| 18   | 張昌吉 | 2018年8月至2018年11月 |
| 19   | 王文杰 | 2018年11月至2019年1月 |
| 20   | 戚務君 | 2019年2月至2020年7月  |
| 21   | 顏玉明 | 2020年8月至2022年7月  |
| 22   | 別蓮蒂 | 2022年8月至今         |

## 外部連結
- 政大公企中心（页面存档备份，存于）
- 政大公企中心的Facebook專頁
- YouTube上的政大公企中心頻道